# Анна Сундстрем
Анна Сундстрем (швед. Anna Sundström, 26 лютого 1785, Чюмлінге — 1871) — шведський хімік. Здобула популярність як перша жінка-хімік у Швеції.

## Походження
Анна Сундстрем, уроджена Анна Христина Персдоттер, народилася 26 лютого 1785 року в містечку Чюмлінге Спонгського приходу (Швеція) у родині селянина Пера Янссона. Пізніше вона взяла собі ім'я Сундстрем.

## Почваток трудової діяльності
В юності вона перебралася до столиці, бажаючи вступити на службу покоївкою. У 1808 році була запрошена на посаду домоуправительки в будинок вченого-хіміка Єнса Якоба Берцеліуса.
Крім виконання обов'язків по дому, Анна стала працювати в лабораторії вченого, при чому настільки ефективно, що він визнав її своїм помічником і співавтором. За час роботи в домашній лабораторії Берцеліуса з 1808 по 1836 роки, Анна отримала повноцінну хімічну освіта та глибокі наукові знання.
Єнс Берцеліус так говорив про Анну Сундстрем:
|  | «Вона настільки добре освоїла все моє обладнання, що я без вагань можу відправити її зробити перегонку соляної кислоти». |

Анна Сундстрем стала управляючою його лабораторії, а також керувала групою учнів, які прозвали її «суворою Анною».
Вона була змушена припинити свою наукову діяльність, після того як Берцеліус у 1836 році одружився з Елізабет Поппіус.